# آرتور ورنر
آرتور ورنر (انگلیسی: Arthur Werner) یک سیاست‌مدار اهل آلمان و اولین شهردار برلین پس از پایان جنگ جهانی دوم بود.